# Xylocopa aethiopica
Xylocopa aethiopica är en biart som beskrevs av Pérez 1901. Xylocopa aethiopica ingår i släktet snickarbin, och familjen långtungebin. Inga underarter finns listade i Catalogue of Life.